# Església Nova de Santa Maria del Collell
L'Església Nova de Santa Maria del Collell és un edifici del municipi de Sant Ferriol (Garrotxa) inclosa en l'Inventari del Patrimoni Arquitectònic de Catalunya.

## Descripció

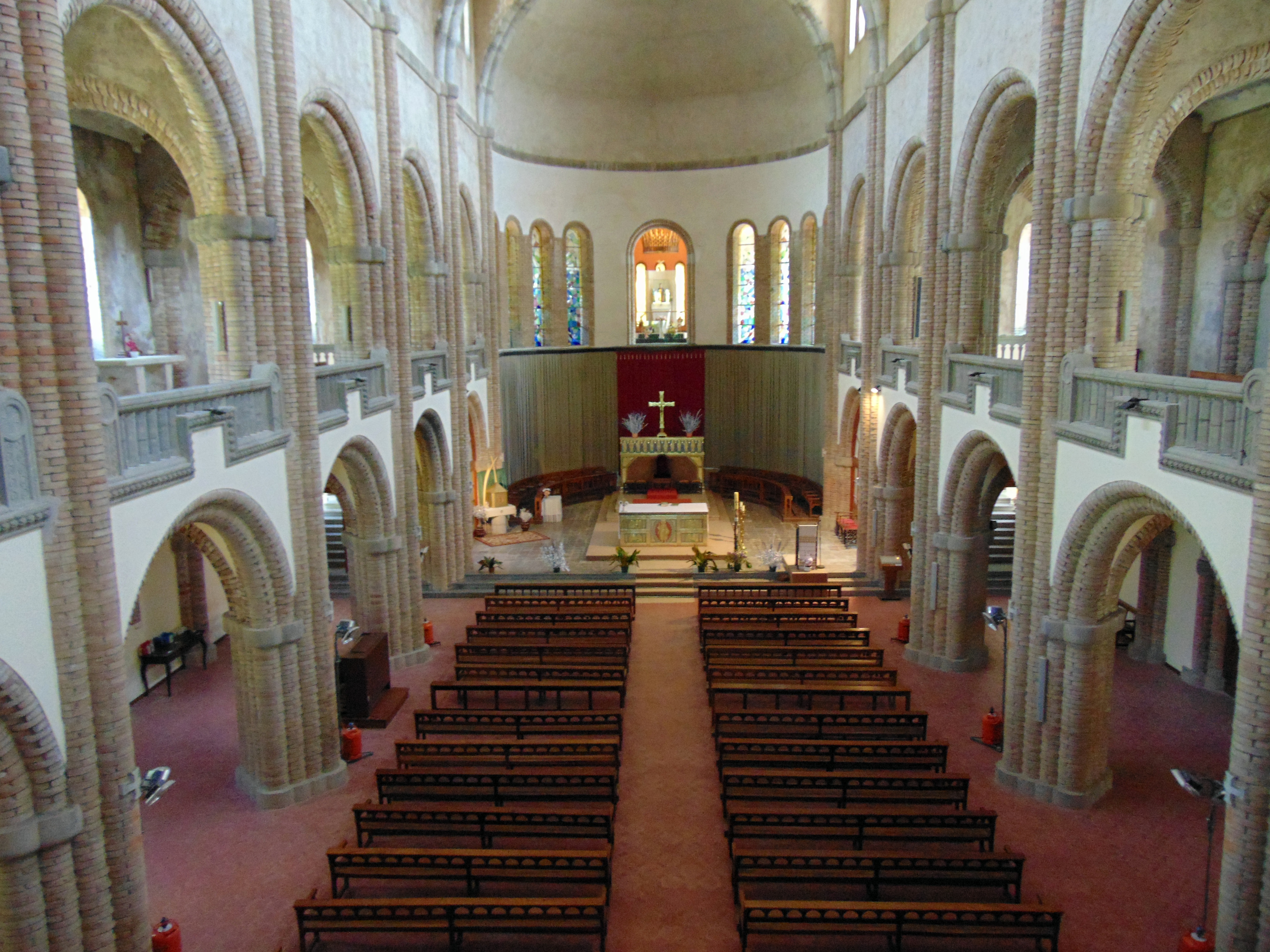
Interior

El santuari del Collell es va convertir, a partir de l'any 1852 en col·legi seminari. La vella església, ampliada en el decurs dels segles xvi i xvii, va quedar petita, fent-se necessari la construcció d'un nou edifici. Aquest fou encarregat a l'arquitecte Josep Renom seguint l'estil romànic i les obres s'iniciaren l'any 1912. Disposa d'un gran sòcol de pedra del país i porta central amb tres arcs en gradació, guardada per dues finestres laterals. La part superior té finestrals allargats i decoracions amb dents de serra i arcs cecs.
L'interior destaca per la gran lluminositat i espai. Disposa de tres naus separades per grans arcades de mig punt sostingudes per pilastres amb semi columnes adossades que recullen l'impuls dels arcs faixons de la coberta. No disposa de creuer i el seu únic absis és sobrealçat per tal d'acollir el cambril de la Verge, Santa Maria del Collell, amb una talla romànica molt modificada. Les naus laterals disposen d'un pis superior a manera de trifori amb grans finestrals a l'exterior. Les cobertes són de volta de canó apuntada i estan ornamentades amb cassetons d'estuc i arcs faixons de formigó.
Absis
Bastit amb grans carreus de pedra del país. La planta exterior és mig hexàgon amb grans finestrals allargats cenyits per gruixuts contraforts que surten a l'exterior. Disposa de dos pisos, amb el superior dedicat al cambril de la Verge, amb grans escales laterals de marbre i formigó decorat. Els plànols de l'edifici foren encarregats a principis de segle XX a Josep Renom i les obres s'iniciaren l'any 1912.
L'Altar principal de l'església està fet d'esmalts i metalls daurats i platejats. La iconografia representada recorda l'emprada pels artistes romànics en el moment d'efectuar els frontals d'altar. A la part central veiem a Crist en Majestat, beneint amb la mà dreta i portant el llibre amb l'esquerra tot tancat dins de l'ametlla; està acompanyat pels símbols dels quatre evangelistes, els dotze apòstols, el Bon Pastor i diversos àngels. El conjunt és coronat amb una creu que és una rèplica de l'existent a Santa Maria de Vilabertran.

## Història
El servei religiós del santuari del Collell va ésser interromput per la guerra dels remences; pocs anys abans de la sentència de Guadalupe, Miquel Noguer va tenir una visió de la verge que li recomanava la nova obertura de la capella abandonada. A partir d'aquest moment el santuari va experimentar un gran creixement que serà continuat en el decurs de les centúries següents. L'any 1852 es converteix en col·legi seminari i a principis del nostre segle s'inicia la construcció de l'església nova.